# Amatrice
Amatrice é uma comuna italiana da região do Lácio, província de Rieti, com cerca de 2.803 habitantes. Estende-se por uma área de 174 km², tendo uma densidade populacional de 16 hab/km². Faz fronteira com Accumoli, Campotosto (AQ), Cittareale, Cortino (TE), Crognaleto (TE), Montereale (AQ), Rocca Santa Maria (TE), Valle Castellana (TE).

## Demografia
| Variação demográfica do município entre 1861 e 2011                               |
|                                                                                   |
| Fonte: Istituto Nazionale di Statistica (ISTAT) - Elaboração gráfica da Wikipedia |

## Frazioni
A comuna encontra-se subdividida nas seguintes frazioni: Aleggia, Bagnolo, Capricchia, Casale, Casale Bucci, Casale Nadalucci, Casalene, Casale Nibbi, Casali della Meta, Cascello, Castel Trione, Collalto, Collecreta, Collegentilesco, Collemagrone, Collemoresco, Collepagliuca, Colletroio, Colli, Conche, Configno, Cornelle di Sopra, Cornelle di Sotto, Cornillo Nuovo, Cornillo Vecchio, Cossara, Cossito, Crognale, Domo, Faizzone, Ferrazza, Filetta, Fiumatello, Francucciano, Forcelle, Moletano, Musicchio, Nommisci, Osteria della Meta, Pasciano, Patàrico, Petrana, Pinaco Arafranca, Poggio Castellano, Poggio Vitellino, Prato, Preta, Rio, Retrosi, Roccapassa, Rocchetta, Saletta, San Benedetto, San Capone, San Giorgio, San Lorenzo a Pinaco, San Martino, Santa Giusta, Sant'Angelo, San Tomasso, Saletta, Scai, Sommati, Torrita, Torritella, Varoni, Villa San Cipriano, Villa San Lorenzo a Flaviano, Voceto

## Cozinha
Desta localidade italiana tem origem o famoso molho matriciana. Reza a tradição que muitos dos cozinheiros do Papa são originários desta localidade.

## Terremoto de 2016
Um terremoto ocorrido em 24 de agosto de 2016 pelas 2:36 (hora local), 1:36 (hora UTC) destruiu a quase totalidade do centro da cidade.